# Stengods

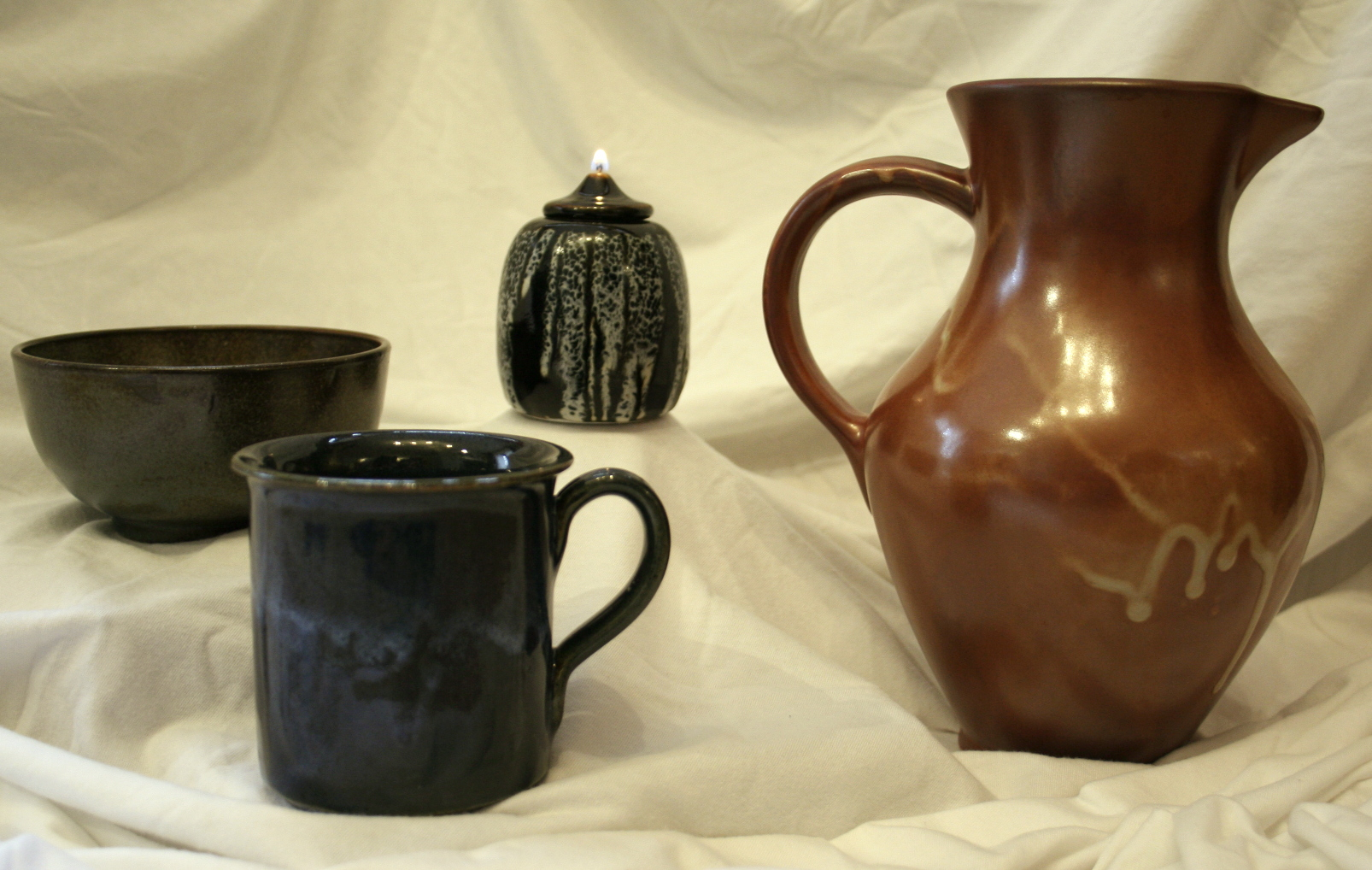
"Taizé stengods".

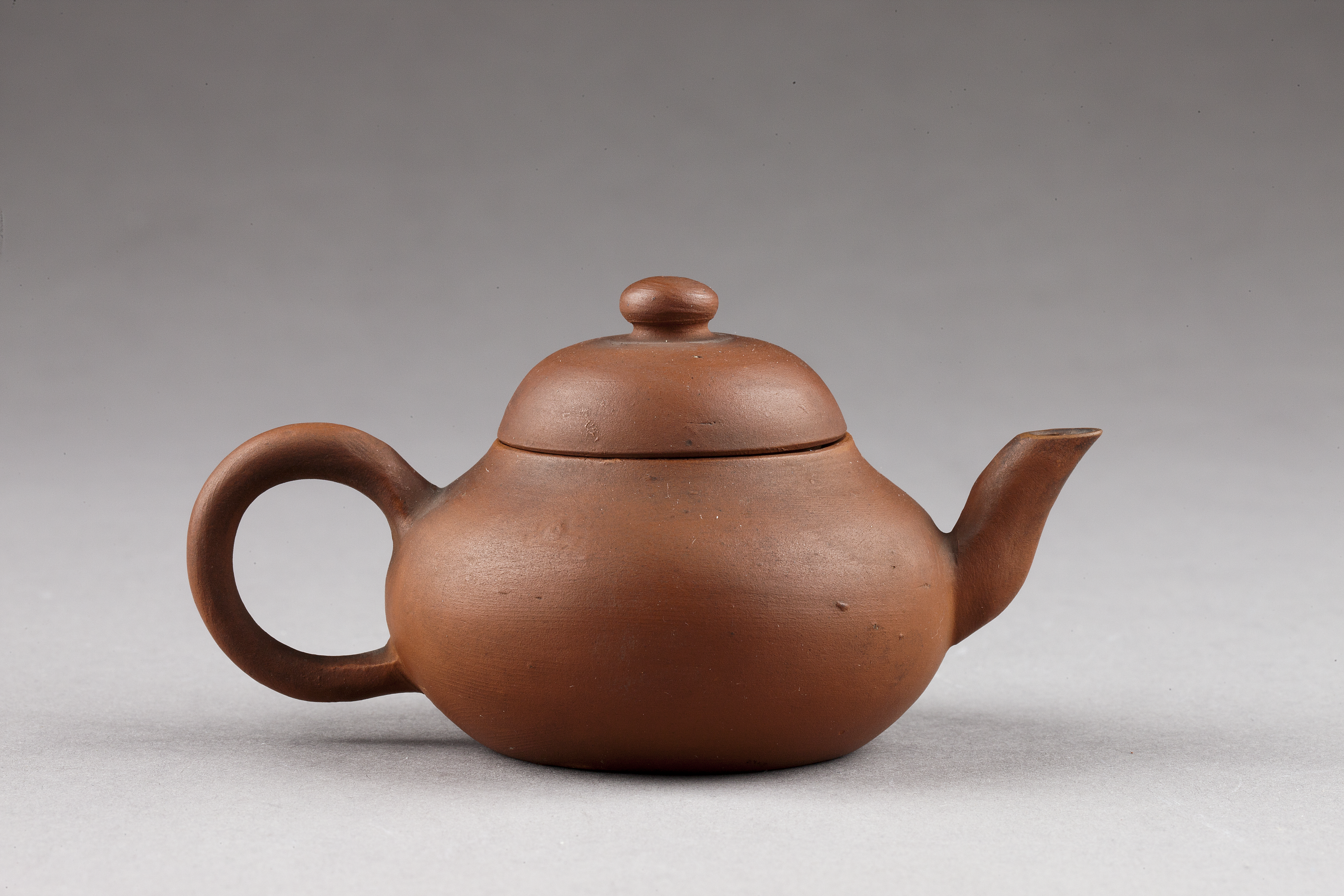
Tekanna i stengods från Kina, daterad 1912–1923.

Stengods är en keramisk term. Den betecknar både materialet, stengodslera, och föremål tillverkade av det. Stengodslera är en variant av lera för keramiktillverkning med högre andel av mineralen kvarts (SiO2) än lergodslera. Stengods sammansättning i % av torrsubstansen: lermineral 30-70% (42-66), kvarts 30-60% (12-30), fältspat 5-25% (17-27) (värdena inom parentes avser porslin). Bränntemperaturen är ca 1 200–1 300 °C.
Stengods kan brännas vid högre temperatur så att de sintrar (glasar). Skärven (den brända leran) blir därmed mera hållbar och vattentät. Sintringsintervallet, den period under bränningen när detta sker strax innan leran deformeras, är större hos stengodsleror än lergodsleror. Lergodsleror innehåller en högre halt av aluminium. Även dessa går att sintra men det kräver att man kan styra temperaturen mera exakt under bränningen.
Stengodsleror brukar också benämnas primärleror då de återfinns nära sitt geologiska ursprung. Lergodsleror är s.k. sekundärleror då de med hjälp av vatten förts vida omkring.

## Historik
Stengodset utvecklades i Kina under Shangdynastin omkring 1500 f. Kr., då man genom att utnyttja allt renare leror och höja bränntemperaturen fick fram ett gods med en vitaktig, nästan tät skärv som försågs med en fältspatsglasyr, som sedan kommit att kallas "proto-porslin" eller "proto-celadon" efter den celadonfärgade glasyren. Efter hand nådde stengodset allt högre perfektion, och gav så småningom upphov till fältspatporslinet.
Man fortsatte dock att tillverka stengods med färgad skärv, ibland försedd med vit engobe, och dessa kärl infördes på 1600-talet till Europa som behållare för te. Under 1600-talet importerades även stora mängder tekannor i oglaserat stengods.
Oberoende av den kinesiska tillverkningen hade man dock i Rhenlandet börjat tillverka stengodskärl. Redan på 600-talet växte en lerindustri med stengodsleror fram här, och från 1300-talet förbättrades bränntekniken och man lyckades få leran att sintra. Till en början lyckades man endast få kärlväggens ytskikt att sintra, och denna keramik brukar kallas "protostengods". I slutet av 1300-talet upptäcktes även saltglasyren, som åstadkoms genom att salt kastas in i den heta ugnen. Natriumet i saltet förenas då med aluminiumoxid och silikat till en klar, tunn glasyr med stor motståndskraft. Under 1500-talet blomstrade industrin och tre huvudsakliga produktionsområden växte fram: Köln och Frechen, Siegburg samt Raeren. Trattbägaren, en liten bägare med trattformig mynning, ofta sirliga arabesker och rundbilder, som med tryckta trä eller stenmatriser präglats in i keramiken. Vid mitten av 1550-talet blev de högre "Schnellen", ofta försedda med yttäckande tryckt dekor populära. De kallas även "Siegburgkrus". Vid slutet av 1500-talet växte en populär föremålstyp fram, de så kallade Bartmannkrusen, päronformade kärl, dekorerade med ett skäggigt ansikte.
Köln var fram till omkring 1550 ledande inom stengodstillverkningen, då keramikerna på grund av brandfaran tvingades flytta ur staden, och Siegburg övertog ledningen.
Strax efter 1590 slog sig mästare från Salzburg och Raeren ned i Westerwald. Här växte på 1600-talet fram en speciell produkt av grått stengods med blå glasyr, senare ersatt av en egen manganglasyr. Här levde stengodstillverkningen kvar som allmogehantverk fram till 1800-talet, under nyrenässansen kom dessa krus åter på modet.
I Sverige upptäcktes i slutet av 1700-talet stengodsleror i Skåne, och leror därifrån har använts vid ett flertal fabriker. Främst märks Höganäs AB, men även Helsingborgs stenkärlsfabrik, Raus Stenkärlsfabrik, Ystads stenkärlsfabrik, Wallåkra stenkärlsfabrik med flera.